# C70

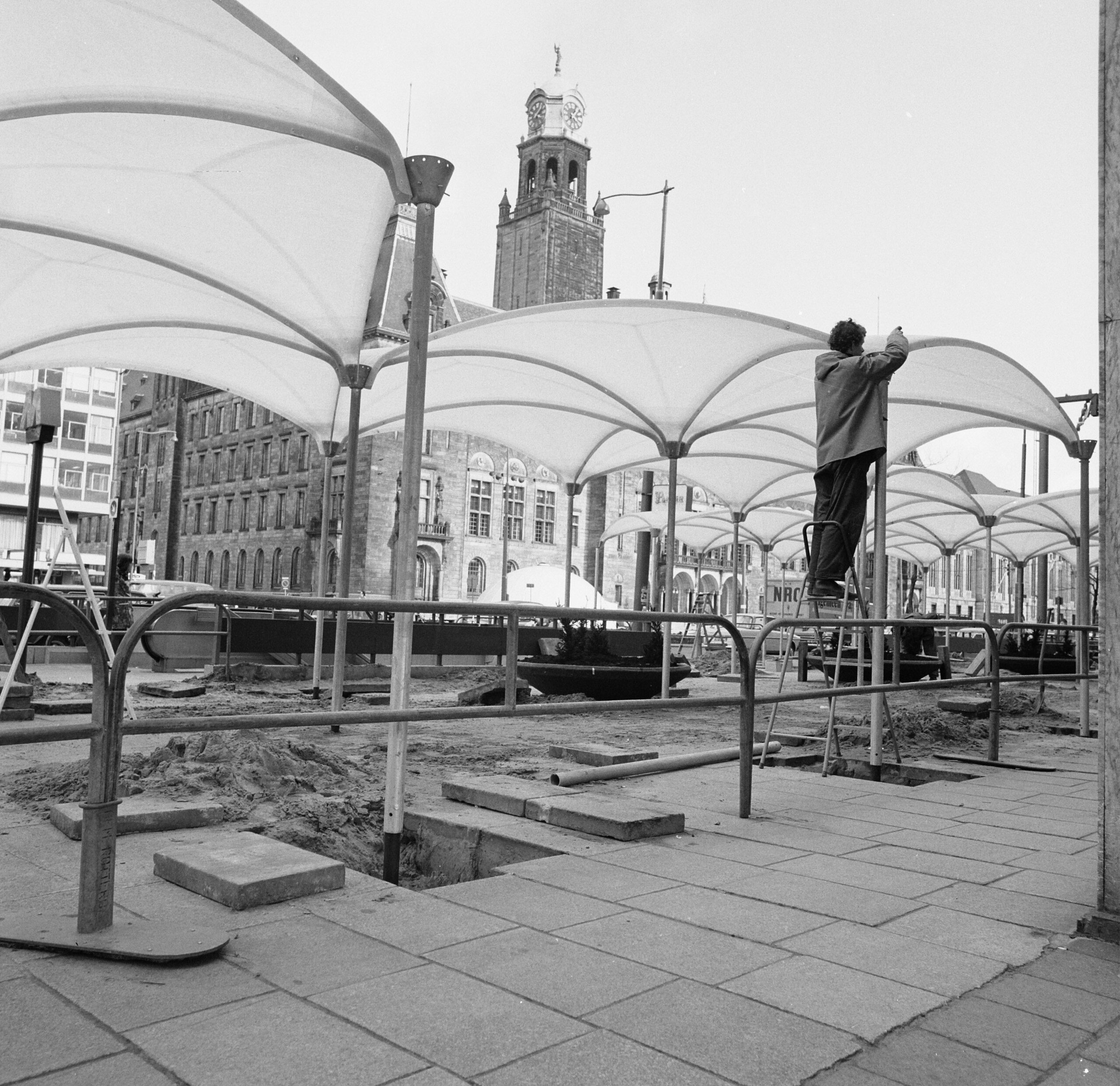
Opbouw tentoonstelling C70, Coolsingel

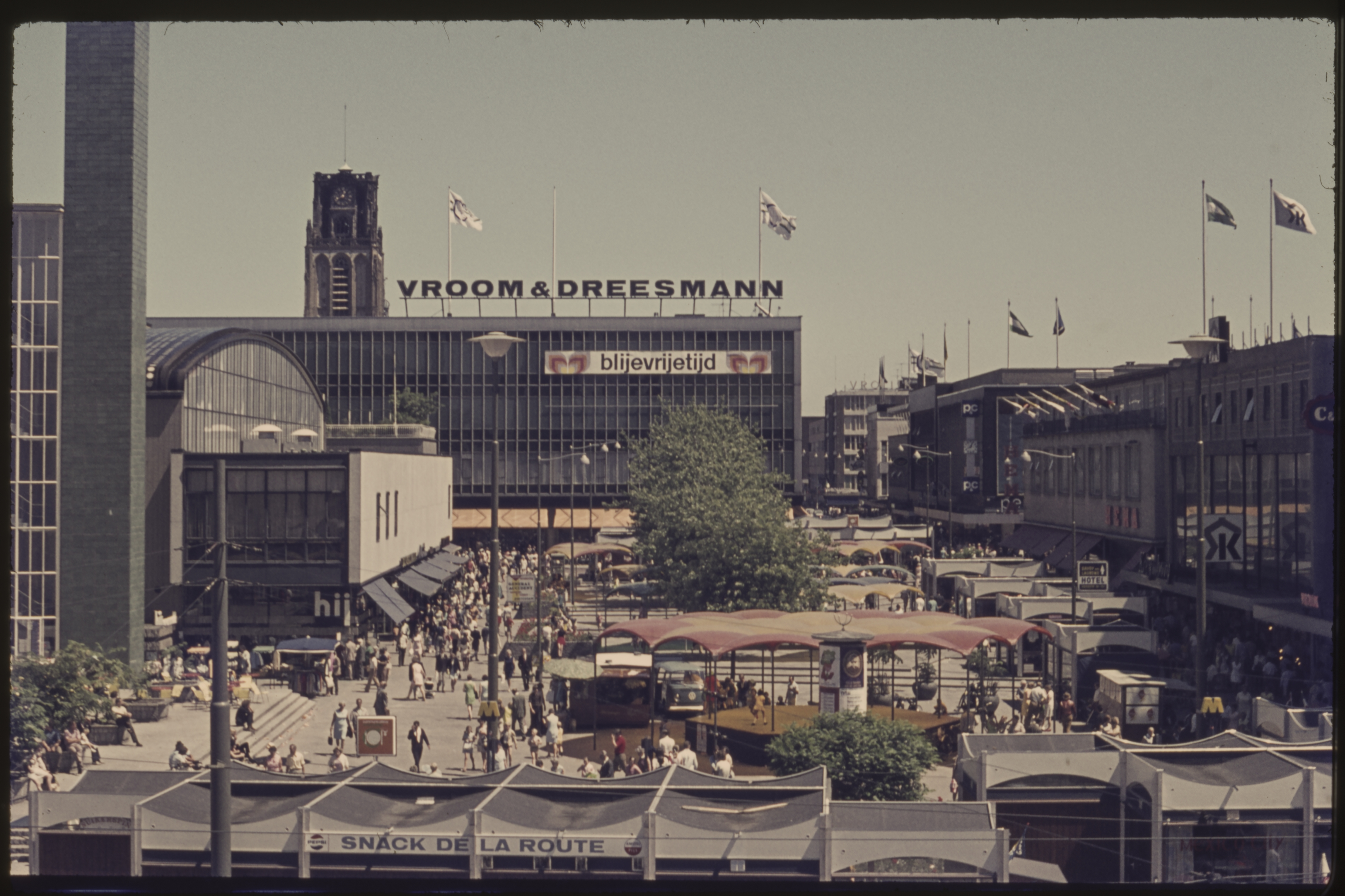
Zicht op Beursplein vanuit kabelbaan

C70 staat voor Communicatie 1970. Het was een in 1970 gehouden evenement in de Nederlandse stad Rotterdam.

## Geschiedenis
In het jaar 1970 wilde Rotterdam zichzelf weer op de kaart zetten en werden in diverse evenementen georganiseerd om uit te dragen dat Rotterdam staat voor vermaak en gezelligheid ('vergeet het verleden').
Er werd onder meer een kabelbaan van twee kilometer geïnstalleerd over de Binnenweg, Karel Doormanstraat, Weena en Coolsingel, die per keer plaats bood aan zo’n 600 passagiers.